# Cuerpo de Ingenieros de la Armada
El Cuerpo de Ingenieros de la Armada es uno de los cuerpos patentados que componen la Armada Española. Su principal cometido es la supervisión de la construcción naval-militar.

## Historia
El Cuerpo de Ingenieros de la Armada se creó en el 10 de octubre de 1770, aunque al principio se denominó Cuerpo de Ingenieros de Marina. Se aprobó una segunda versión en 1772, que modificó la inicial en cuanto a número de artículos y oficiales.
Francisco Gautier fue su primer director e ingeniero general. Se preveía que estuviese constituido por 45 oficiales, entre los que, además del ingeniero general (brigadier) hubiesen, 4 ingenieros directores (capitán de navío o general), 4 ingenieros en jefe (capitán de navío), 8 ingenieros en 2.ª (capitán de fragata), 8 ingenieros ordinarios (teniente de navío), 8 ingenieros extraordinarios (alférez de navío) y 12 ayudantes de ingeniero (alférez de fragata).
En el año 1824 se suprimió el cuerpo y en 1848 se volvió  a establecer con la creación de una escuela en San Fernando, que no llegó a entrar en funcionamiento hasta que se trasladó a Ferrol en 1860. Donde permaneció hasta 1885 cuando de nuevo se cerró esta escuela.
No fue hasta la Ley de Escuadra de 1908, conocida como Ley Ferrándiz que daría lugar a que en 1910 se restableciese el Cuerpo de Ingenieros Navales de la Armada y en 1914 se crease la Academia de Ingenieros y Maquinistas de la Armada en Ferrol.  La Escuela Técnica Superior de Ingenieros de Armas Navales (ETSIAN) se creó en 1943, aunque la denominación actual es del año 1964.

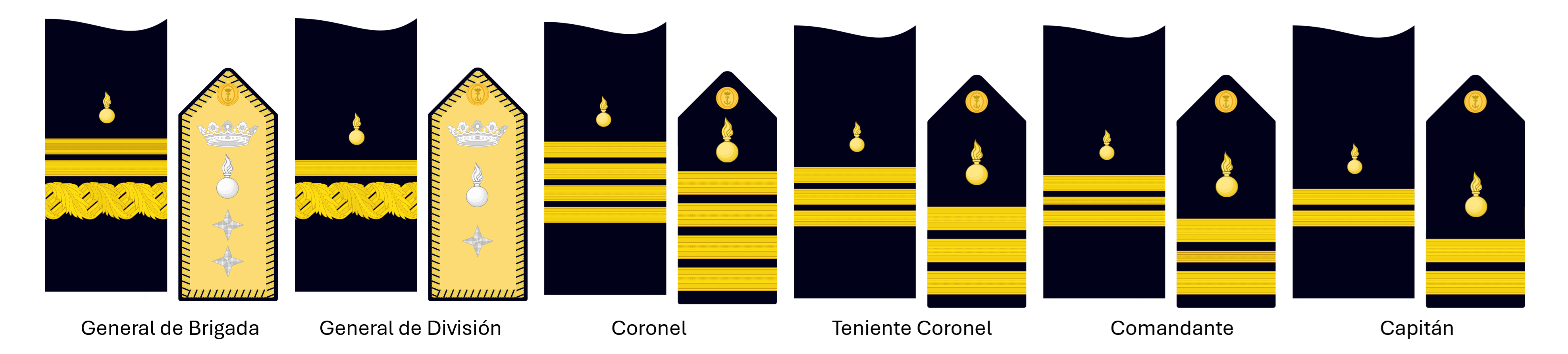
Cuerpo de ingenieros de armas navales (activo hasta 1967)

En 1967 tuvo lugar la unificación de los diferentes cuerpos y titulados ingenieros navales de la armada, y la creación del actual Cuerpo de Ingenieros de la Armada.
Existían tres tipos: el Cuerpo Facultativo de Ingenieros de Armas Navales (hasta 1943 se denominaba Cuerpo de Artillería de la Armada); el Cuerpo de Ingenieros Navales de la Armada y los jefes y oficiales de los Cuerpos General y de Máquinas que habían obtenido el título de ingeniero naval, pero no formaban cuerpo y continuaban en los suyos respectivos de origen, escalafonados sin número y con dedicación exclusiva a la técnica de su especialidad. También había oficiales del cuerpo general que habían obtenido el título de ingeniero electricista y que también continuaban escalafonados en su cuerpo de origen, sin número, con dedicación exclusiva a su especialidad. Se consideró entonces la solución de integrar a todos los ingenieros que tuviesen una función técnica-industrial-naval-militar en un cuerpo con una sola escala, a fin de unificar las condiciones de ingreso y progresión de carrera, fomentando el espíritu de cooperación, evitando duplicidad de especialidades y destinos y los problemas de competencia entre cuerpos y escalas, ordenando a todos los ingenieros por la antigüedad del título de oficial de la armada, evitando que la función técnica resultase ser un nuevo punto de partida para el escalafonamiento.
Constaría de una sola escala y de tres ramas. La escala única se formó inicialmente por:
A)	Generales de los cuerpos de ingenieros navales y de armas navales
B)	Por los oficiales de los cuerpos general y de máquinas que tuviesen la especialidad de ingenieros navales o de electricidad y cuya antigüedad como oficial fuese posterior a 1 de enero de 1958 y
C)	Por los jefes y oficiales del cuerpo general y de máquinas que estuviesen cursando sus estudios de ingeniería naval o de electricidad a medida que los fuesen terminando.
Las ramas serían las siguientes:

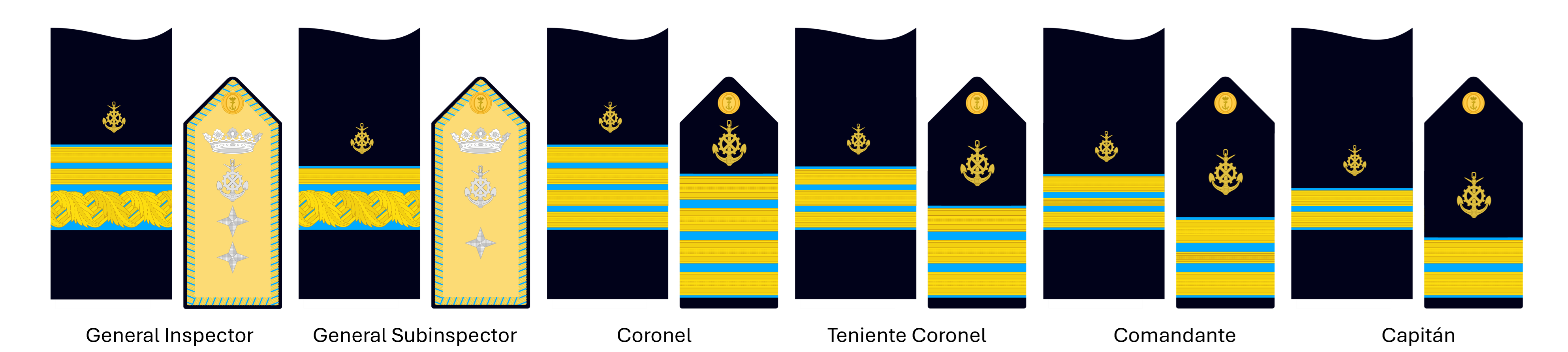
Cuerpo de ingenieros navales (activo hasta 1967)

a)	Rama de ingenieros navales de la armada
b)	Rama de armas navales y
c)	Rama de electricidad de la armada
d)
Los empleos iban de teniente de navío a vicealmirante, añadiéndose al empleo siempre la expresión “del cuerpo de ingenieros de la armada” o abreviadamente la denominación “ingeniero”. (Hasta el momento de la unificación, las denominaciones de los empleos en los cuerpos de ingenieros eran las mismas que en el resto de cuerpos patentados -a excepción del cuerpo general- e iban desde el empleo de capitán hasta el de general de división).
La plantilla de oficiales generales era común y no tenía vinculación a ninguna rama de ingeniería. La razón por la que los empleos comenzaban en teniente de navío es que se accede a este cuerpo una vez que los oficiales salen de la escuela naval con el empleo de alférez de navío del cuerpo general y realizan los estudios necesarios para el cambio de cuerpo.
En la actualidad, los empleos van desde alférez de fragata a vicealmirante.
| Alfonso XIII                                                                      |
| Sombrero apuntado de General Ingeniero Naval de la Armada (época de Alfonso XIII) |

| Naval                                                             |
| Bocamanga de casaca de Gral. Ingeniero Naval (Reglamento de 1909) |

| col                                |
| Pala de Capitán de Navío ingeniero |

| Franco                                |
| Bocamanga de Coronel de Armas Navales |

| Franc                      |
| Galleta (época de Franco). |

| CA                                                      |
| Palas de Alférez de Fragata ingeniero (época de Franco) |

|                                                          |
| Pala de Contralmirante Ingeniero (época de Juan Carlos I |

## Funciones
Sus funciones son: el asesoramiento, aplicación, estudio e investigación en materias técnicas específicas de la Armada y los de carácter técnico o logístico relacionados con el mantenimiento propio de sus especialidades.
Corresponderá a los miembros del cuerpo de ingenieros de la armada desempeñar las siguientes funciones:
- De mando: ejercerán la función de mando en centros u organismos de la Armada, en el campo de sus cometidos y, en su caso, en las unidades que realizan cometidos específicos de este cuerpo que se determinen en las plantillas orgánicas. Podrán desempeñar la jefatura o dirección de los centros u organismos de la Armada en el campo de sus cometidos.
- De administración y logística: de los recursos de material en relación con sus cometidos técnicos y logísticos y la de los recursos de todo orden puestos a su disposición.
- De apoyo al mando: mediante el asesoramiento en los aspectos técnicos señalados en el párrafo siguiente y formando parte de Estados Mayores.
- Técnico-facultativa: en el campo de su especialización y, en particular, la dirección e inspección técnicas del mantenimiento en el ámbito de su especialidad fundamental.
- Docente: en materias de carácter general militar, en las específicas de su cuerpo y, en su caso, de sus titulaciones.

## Especialidades
Escala de oficiales
- Especialidad Fundamental: Ingeniero
- Especialidades complementarias:
  - Ingeniería Naval (IN)
  - Ingeniería de Armas Navales (IAN)
  - Ingeniería de Electricidad, Electrónica y Telecomunicaciones (IE)
  - Ingeniería de Infraestructuras (IIN)

Escala técnica de oficiales
- Especialidad Fundamental: Ingeniero
- Especialidades complementarias:
  - Ingeniería Técnica Naval (ITN)
  - Ingeniería Técnica de Armas Navales (ITAN)
  - Ingeniería Técnica de Electricidad, Electrónica y Telecomunicaciones (ITE)
  - Ingeniería Técnica de Infraestructuras (ITI)

## Divisas y Distintivos
Las mismas insignias del cuerpo general sobre fondo azul claro, con el distintivo de la rama de ingeniería correspondiente en el lado derecho del pecho.
| Bandera de España  |                     |                       |                         |                         |                        |                       |                         |  |  |  |  |  |  |  |  |  |  |  |
| Vicealmirante ing. | Contralmirante ing. | Capitán de Navío ing. | Capitán de Fragata ing. | Capitán de Corbeta ing. | Teniente de Navío ing. | Alférez de Navío ing. | Alférez de Fragata ing. |  |  |  |  |  |  |  |  |  |  |  |

### Distintivos de las Especialidades Complementarias de la Escala de Oficiales
- Ingeniería Naval: El distintivo será de metal dorado con sus espacios interiores vaciados con la corona Real en la parte superior y un ancla sobremontada por una rueda dentada de 12 dientes.
- Ingeniería de Armas Navales: El distintivo será análogo al descrito en el punto anterior, con el ancla sobremontada por una bomba.
- Ingeniería de Electricidad, Electrónica y Telecomunicaciones: El distintivo será análogo al descrito en el punto anterior, con el ancla sobremontada por un rayo de tres tramos.
- Ingeniería de Infraestructuras: El distintivo será análogo al descrito en el punto anterior, con el ancla sobremontada por un buque de guerra en una grada de astillero.

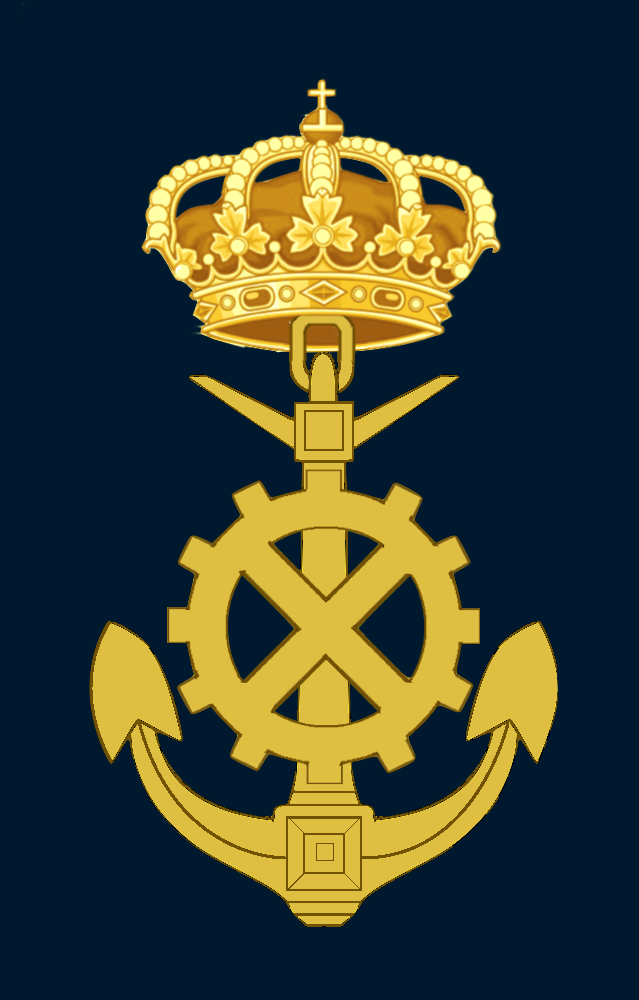
Ingeniería Naval
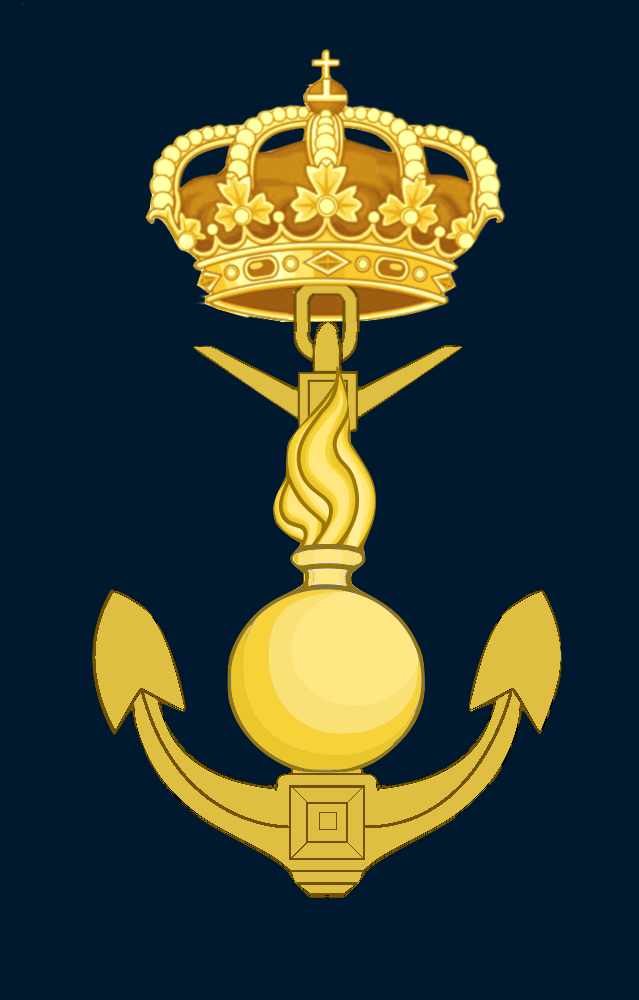
Ingeniería de Armas Navales
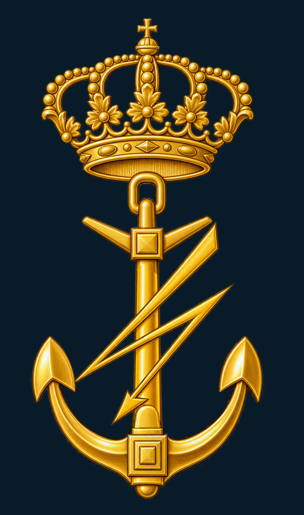
Ingeniería de Electricidad, Electrónica y Telecomunicaciones
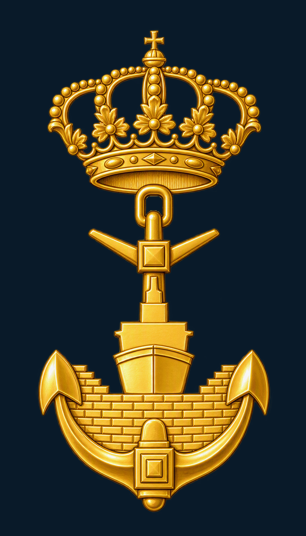
Ingeniería de Infraestructuras

### Distintivos de las Especialidades Complementarias de la Escala Técnica de Oficiales
- Ingeniería Naval: El distintivo será de metal dorado con sus espacios interiores vaciados con la corona Real en la parte superior y un ancla sobremontada por una rueda dentada de 12 dientes en metal plateado.
- Ingeniería de Armas Navales: El distintivo será análogo al descrito en el punto anterior, con el ancla sobre montada por una bomba en metal plateado.
- Ingeniería de Electricidad, Electrónica y Telecomunicaciones: El distintivo será análogo al descrito en el punto anterior, con el ancla sobremontada por un rayo de tres tramos en metal plateado.
- Ingeniería de Infraestructuras: El distintivo será análogo al descrito en el punto anterior, con el ancla sobremontada por un buque de guerra en una grada de astillero en metal plateado.

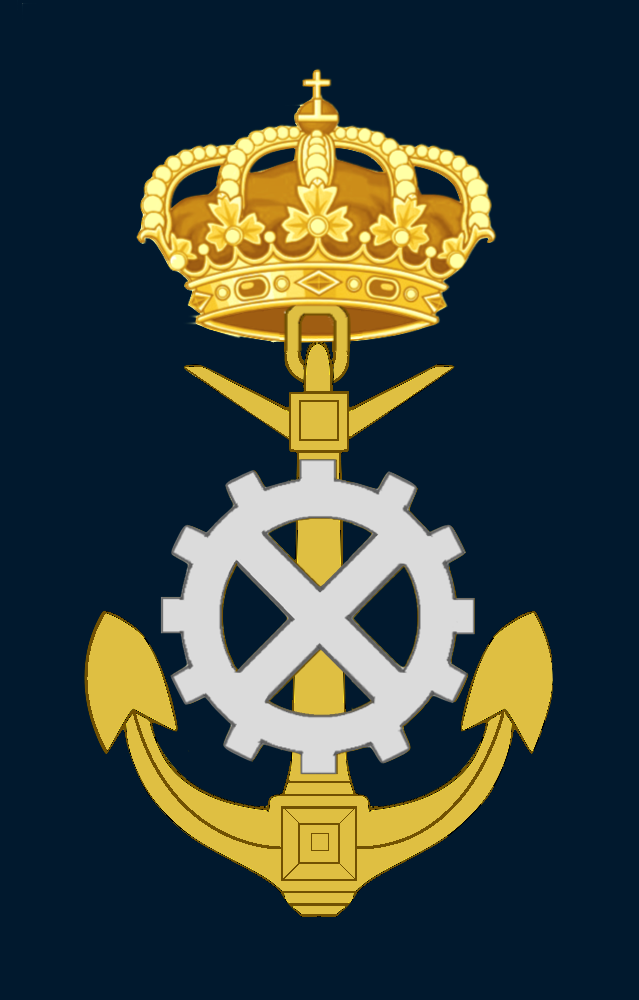
Ingeniería Naval
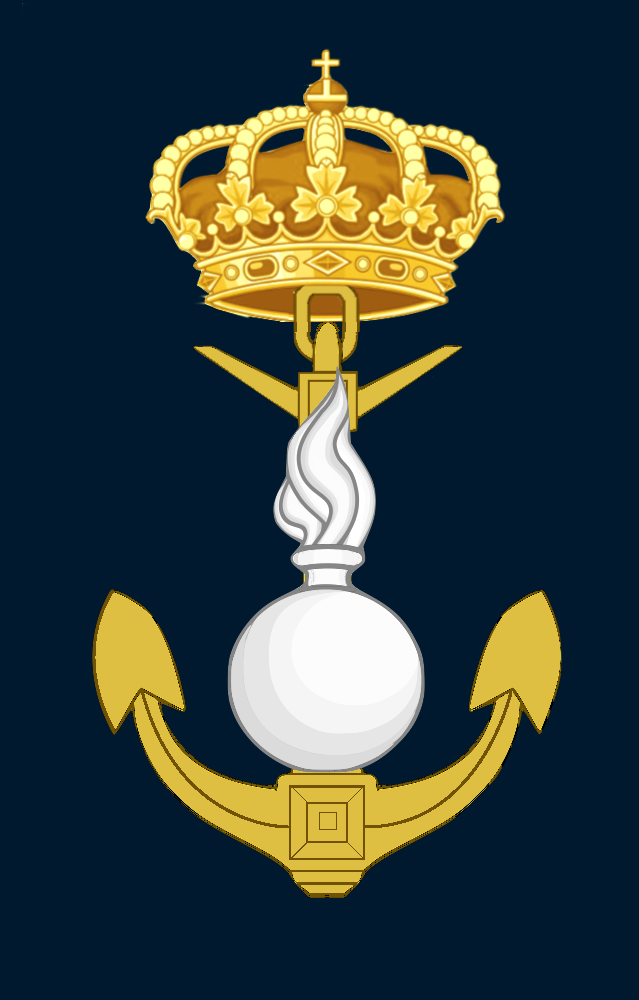
Ingeniería de Armas Navales
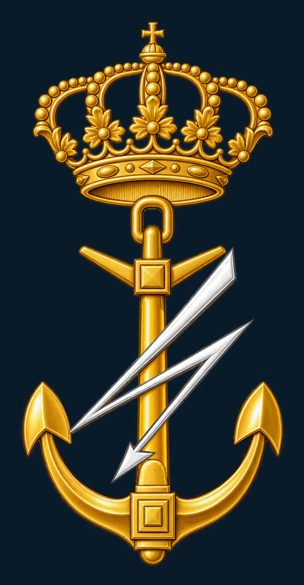
Ingeniería de Electricidad, Electrónica y Telecomunicaciones
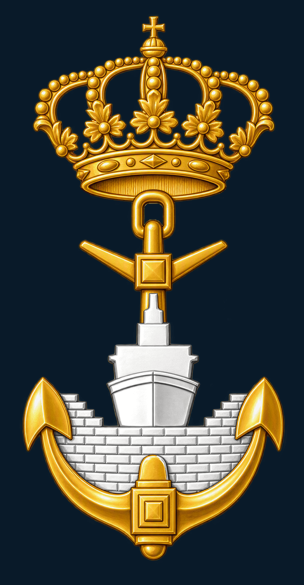
Ingeniería de Infraestructuras

## Enlace a otros Cuerpos de la Armada
- Cuerpo General de la Armada
- Cuerpo de Ingenieros de la Armada
- Cuerpo de Infantería de Marina
- Cuerpo de Máquinas de la Armada
- Cuerpo de Intendencia de la Armada
- Cuerpo de Sanidad de la Armada
- Cuerpo Eclesiástico de la Armada
- Cuerpo Jurídico de la Armada
- Cuerpo de Intervención de la Armada